# John Steel
John Steel (Gateshead, 4 februari 1941) is een Engelse drummer, vooral bekend door zijn werk bij The Animals.

## The Animals

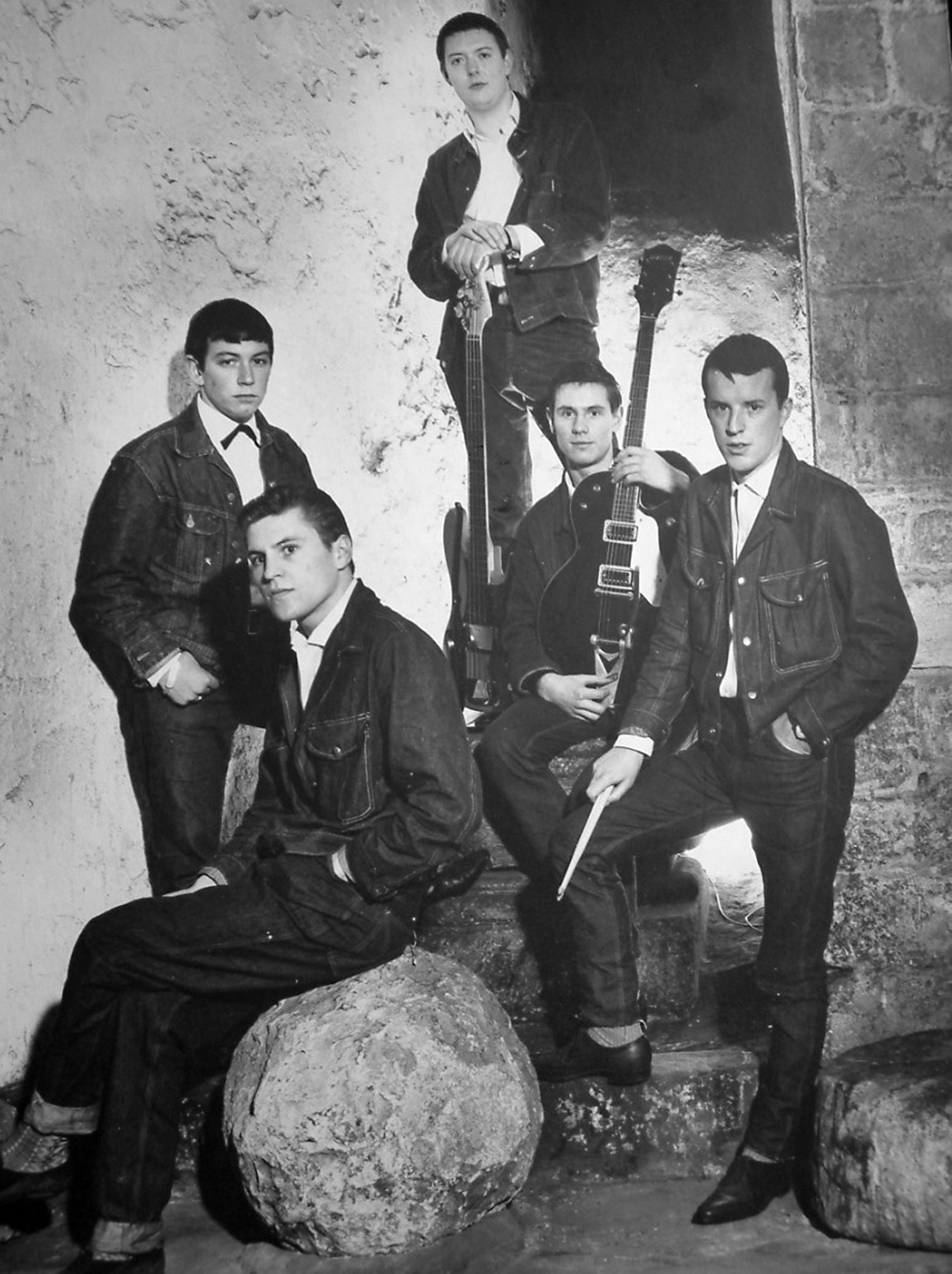
The Animals met helemaal rechts Steel

Als vijftienjarige zat John Steel als leerling van het Newcastle College of Art and Industrial Design bij Eric Burdon in de klas. Hij had muziek als grote hobby en speelde trompet. Steel en Burdon kwamen in 1956 in hetzelfde schoolbandje terecht, waarin zij jazz speelden. De bandjes wisselden en geleidelijk veranderde zijn muzikale smaak van de jazz naar rhythm and blues en rock-'n-roll.
Ook verwisselde hij de trompet voor de drums. Hij speelde na zijn schooltijd bij verschillende groepen in Newcastle, zoals the Kansas City Five.
In augustus 1963 werd hij door Alan Price gevraagd om in diens Alan Price Rhythm and Blues Combo drummer Barry Preston te vervangen. Eric Burdon trad tot dezelfde groep toe. Nog datzelfde jaar werd de naam van de groep veranderd in The Animals. De groep kreeg een platencontract en maakte al spoedig wereldnaam.
Anders dan een aantal van zijn mededrummers van die dagen, stond Steel zelden in de schijnwerpers. Na zijn huwelijk in 1965 begon het vele reizen en het harde werk voor weinig geld hem op te breken. In januari 1966 kondigde hij zijn vertrek aan. In maart van dat jaar trad hij voor het laatst met the Animals op, waar Barry Jenkins zijn opvolger werd. Wel is zijn spel nog te horen op de meeste nummers van de lp Animalisms, die later in 1966 uitkwam.

## Na The Animals
De eerste jaren na zijn vertrek bij the Animals hield Steel zich ver van de muziek. Begin jaren zeventig kwam hij echter in dienst bij zijn oude bandmaat Chas Chandler, die het tot succesvolle manager en producer had gebracht. Hij speelde in zijn vrije tijd met een plaatselijke band in Newcastle en was in 1975 van de partij toen de vijf originele Animals het album Before we were so rudely interrupted opnamen. Dit album kwam pas in 1977 uit en had niet veel succes.
In 1983 was hij weer van de partij bij de opnamen van het album Ark. Aansluitend maakten de vijf Animals een wereldtournee.
Sindsdien is Steel regelmatig met bands op tournee gegaan die de naam Animals voeren.  In de jaren negentig speelde hij samen met de originele Animalsgitarist Hilton Valentine en met Dave Rowberry, de toetsenist die Alan Price in 1965 had vervangen. Momenteel is hij de enige originele Animal in een band die Animals and Friends heet. De band speelt regelmatig op cruiseschepen in het Oostzeegebied.

## Erkenning
In 1994 kregen The Animals een plaats in de Rock and Roll Hall of Fame. Alle vijf oorspronkelijke leden waren aanwezig bij de plechtigheid. In mei 2001 mochten The Animals hun handafdrukken achterlaten op Hollywood’s Rock Walk of Fame. Daar waren John Steel, Hilton Valentine, Eric Burdon en Dave Rowberry aanwezig. De Rock Walk of Fame is een stuk trottoir langs Sunset Boulevard, waar veel rocksterren hun handafdruk in het beton hebben gezet. Tussen de afdrukken van de vier is daar een kleine gedenkplaat aangebracht voor Chas Chandler, die in 1996 was overleden.

## Bandnaam
John Steel stond in 2008 tegenover zijn oude kameraad Eric Burdon voor het gerecht in een conflict om het gebruik van de naam The Animals. Beiden claimden het alleenrecht. De Britse rechtbank wees de naam aan Steel toe, met als belangrijkste argument dat Burdon al in 1967 met een band Eric Burdon and the Animals toerde. Daarmee zou hij afstand hebben gedaan van het gebruiken van alléén The Animals. Op 9 september 2013, vijf jaar later, werd die uitspraak in hoger beroep ongedaan gemaakt.
- Bibliothèque nationale de France: cb140717877 (data)
- International Standard Name Identifier: 0000 0000 0094 3202
- MusicBrainz: 20f5967c-8b9e-4686-b2dc-e6cfcd163ee2
- Système universitaire de documentation: 081259840
- Virtual International Authority File: 42045926